# Berg-Affengesichtflughund
Der Berg-Affengesichtflughund (Pteralopex pulchra), auch als Makarakomburu-Flughund bezeichnet, ist ein kaum erforschtes und möglicherweise ausgestorbenes Fledertier aus der Gattung der Affengesichtflughunde (Pteralopex). Er ist nur vom Holotypus, einem Weibchen bekannt, der im Mai 1990 am Südhang des Mount Makarakomburu auf Guadalcanal in den Salomonen gesammelt wurde. Das Artepitheton pulchra bedeutet „schön“.

## Merkmale
Das Typusexemplar hat eine Kopf-Rumpf-Länge von 161,8 mm, eine Unterarmlänge von 117,9 mm, eine Schienbeinlänge von 56,1 mm, eine Ohrenlänge von 16,8 mm und ein Gewicht von 280 g. Ein Schwanz ist nicht vorhanden. Die Art ist kleiner als der Guadalcanal-Affengesichtflughund (Pteralopex atrata). Die Augen sind rot. Die Flügel sind schwarz und weiß gefleckt. Der schwarze Kopf und Rücken kontrastiert mit einem gelben Bauch. Das Fell ist lang.

## Lebensraum
Der Lebensraum sind moosbedeckte primäre Bergwälder in Höhenlagen zwischen 1200 und 2448 m. Die vorherrschende Flora wird durch Eisenhölzer und Palmengewächse repräsentiert. In der Waldebene zwischen Boden- und Kronenbereich sind Farne und kletternder Bambus dominierend.

## Lebensweise und Status
Über die Lebensweise ist nichts bekannt. Das in einem Japannetz gefangene Weibchen war milchgebend. Die IUCN stuft den Berg-Affengesichtflughund in die Kategorie „vom Aussterben bedroht“ (critically endangered) mit dem Zusatz „möglicherweise ausgestorben“ (possibly extinct) ein. Gegenwärtig wird der Bestand auf weniger als 250 Exemplare geschätzt, jedoch hat es seit der Entdeckung keine intensive Suche mehr nach der Art gegeben. Der Lebensraum ist nicht geschützt, so dass Jagddruck und Lebensraumzerstörung ernsthafte Gefährdungen darstellen.